# Papyrus 29
Papyrus 29 (nummering volgens Gregory-Aland), of {\displaystyle {\mathfrak {P}}}29, of Oxyrhynchus Papyrus 1597, is een oude kopie van het Griekse Nieuwe Testament. Het is een handschrift van het boek Handelingen, maar bevat alleen hoofdstuk 26:7-8 en 26:20.
Op grond van het schrifttype wordt het manuscript vroeg in de derde eeuw gedateerd.

## Beschrijving
De Griekse tekst lijkt gebruik te maken van meerdere bronnen. Grenfell an Hunt merkten op dat het vaak overeenkwam met de Codex Bezae, Minuskel 1597, en sommige Oud-Latijnse handschriften, kortom, met de westerse tekst. Volgens Aland is het een vertegenwoordiger van de "freier Text"; hij plaatst het in categorie I van zijn Categorieën van manuscripten van het Nieuwe Testament. Maar volgens Bruce Metzger en David Alan Black kan het manuscript verwant zijn aan de westerse tekst, maar is het fragment te klein om daar zeker van te zijn (Philip Comfort).
Het handschrift is gevonden in Oxyrhynchus, Egypte. Het wordt bewaard in de Bodleian Library, Gr. bibl. g. 4 (P) in Oxford.